# Trinchera (Argentina)
Trinchera es una localidad argentina en el Departamento San Justo de la Provincia de Córdoba. Se encuentra sobre la Ruta Nacional 158, 12 km al Sudeste de Las Varillas, de la cual depende administrativamente.
En 1939 se instaló su primera escuela. Se desarrolló sobre una estación del ramal F3 del Ferrocarril Belgrano, aunque luego prácticamente se despobló con la clausura del ramal en 1977.